# Carl Panzram
Charles Panzram (East Grand Forks, 28 giugno 1891 – Fort Leavenworth, 5 settembre 1930) è stato un serial killer statunitense.
Nelle confessioni in carcere e nella sua autobiografia affermò di aver commesso 22 omicidi, la maggior parte dei quali non sono stati confermati. Confessò anche di aver commesso oltre 1000 atti di sodomia a danni di ragazzi e uomini. Dopo una serie di incarcerazioni e fughe, fu giustiziato nel 1930 per l'omicidio di un impiegato della prigione di Leavenworth. Sono state confermate solo cinque vittime, anche se si sospetta abbia ucciso più di 100 uomini in totale tra Stati Uniti ed Angola.

## Biografia
Nato a East Grand Forks, nel Minnesota, da due immigrati dalla Prussia Orientale, Johann e Matilda Gottlieb Panzram, Carl crebbe nella fattoria di famiglia insieme ai suoi otto fratelli. Carl Panzram si sentiva escluso dagli altri bambini, e a cinque o sei anni era già avvezzo a furti e a menzogne e diventò sempre più cattivo man mano che cresceva. Nel 1899, a soli otto anni, venne convocato dal tribunale minorile per ubriachezza e molestie. Nel 1903, all'età di 11 anni, fu arrestato e incarcerato perché ubriaco e "incorreggibile", un termine usato quando si incarceravano giovani. Nel medesimo anno rubò una torta di mele e una rivoltella dalla casa di un vicino. Nel mese di ottobre i suoi genitori lo mandarono alla Minnesota State Training School, un collegio. Mentre era lì, fu ripetutamente picchiato, torturato e violentato dal personale della scuola, in una stanza che i collegiali soprannominavano "il negozio di vernici", perché i bambini ne sarebbero usciti come "dipinti" a causa dei lividi e delle ferite. Panzram odiava così tanto quel luogo di tortura che il 7 luglio 1905 gli diede fuoco, senza mai essere scoperto.
Nel gennaio 1906 fu rilasciato sulla parola dalla Red Wing Training School, dove doveva soggiornare per aver rubato soldi dal portafoglio di sua madre. Da adolescente divenne un alcolizzato e si trovò ripetutamente nei guai con le autorità, spesso per furto con scasso e piccole rapine. Scappò di casa all'età di 14 anni, un paio di settimane dopo che gli fu concessa la libertà vigilata, e solo due settimane dopo tentò di uccidere un docente luterano con una pistola. Divenne un vagabondo, e viaggiava spesso in vagoni ferroviari. In seguito affermò di essere stato violentato da un gruppo di vagabondi a bordo di un treno.

### Primi crimini
Panzram, affermò che, dopo essere fuggito da un riformatorio del Montana, compì insieme a un detenuto di nome Jimmie Benson una serie di furti con scasso, rapine e incendi dolosi in tutto il Midwest, fino a quando i due non si separarono. Nel 1907, a 15 anni, dopo essersi ubriacato in un locale del Montana, Panzram si arruolò nell'esercito degli Stati Uniti. Poco dopo venne condannato per furto e scontò una pena di due anni (dal 1908 al 1910) presso la caserma disciplinare degli Stati Uniti di Fort Leavenworth. A firmare la sentenza fu il segretario alla guerra dell'epoca, William Howard Taft, poi presidente degli Stati Uniti. Panzram in seguito affermò che ogni bontà rimasta in lui era stata distrutta durante la sua prigionia a Fort Leavenworth.
Dopo il suo rilascio e il congedo con disonore, Panzram ha ripreso la sua vita da ladro, rubando qualsiasi cosa, dalle biciclette ai panfili, venendo catturato ed arrestato più volte. Passò diverso tempo in carcere col suo vero nome, ma anche con altri pseudonimi a Fresno, in California, Rusk in Texas, The Dalles in Oregon, Harrison in Idaho, Butte in Montana, in un riformatorio del Montana, nella prigione di stato del Montana, all'Oregon State Penitentiary; a Bridgeport nel Connecticut; a Sing Sing; al Clinton Correctional Facility e a Washington. Durante la detenzione, Panzram assaliva frequentemente gli agenti e si rifiutava di eseguire i loro ordini. Gli agenti reagivano, picchiandolo e infliggendogli altre punizioni.
Nella sua autobiografia, Panzram dichiarò di essere "la rabbia in persona" e che spesso violentava gli uomini che aveva derubato. Era noto per la sua grande statura e forza fisica, prodotta da anni di lavori forzati a Fort Leavenworth e in altre prigioni, che gli consentiva di sopraffare la maggior parte degli uomini che incontrava. Fu anche coinvolto in atti di vandalismo e incendio doloso. Per sua stessa ammissione, una delle poche volte in cui non venne coinvolto in attività criminali fu quando venne impiegato come crumiro contro i lavoratori sindacati. In un'occasione cercò di arruolarsi su una nave da trasporto dell'esercito, ma fu congedato quando si presentò al lavoro ubriaco.

### Escalation di violenza
Panzram affermò nella sua autobiografia del 1929, che, dopo aver scontato una breve pena a Rusk, si recò a Ciudad Juárez nell'inverno del 1910 per cercare di arruolarsi nell'esercito federale messicano. Quindi partì su un treno per Del Rio, e scese in una piccola città a circa 100 chilometri a est di El Paso, e affermò che a circa un miglio a sud di quella città irretì, aggredì e strangolò un uomo, rubandogli anche 35 dollari.
Nell'estate del 1911 Panzram, con lo pseudonimo di "Jefferson Davis", fu arrestato a Fresno per aver rubato una bicicletta. Venne condannato a sei mesi nella prigione della contea, ma scappò dopo 30 giorni. Nel 1913 Panzram, sotto il nome di "Jack Allen", fu arrestato a The Dalles, in Oregon, per rapina in autostrada, aggressione e sodomia. Uscì di prigione dopo due o tre mesi. Mentre era in fuga, usò lo pseudonimo "Jeff Davis". Venne arrestato a Harrison, in Idaho, ma ancora una volta scappò dalla prigione della contea. Fu arrestato a Chinook, nel Montana, con lo pseudonimo di "Jefferson Davis" e condannato a un anno di prigione per furto con scasso, da scontare nella prigione di stato del Montana.
Il 27 aprile 1913 Panzram, sempre usando lo pseudonimo di "Jefferson Davis", fu rinchiuso nella prigione di stato di Deer Lodge nel Montana. Fuggì il 13 novembre. Entro una settimana, dando il nome fittizio di "Jeff Rhoades", venne arrestato di nuovo per furto con scasso a Three Forks e tornò a Deer Lodge per un altro anno. Fu rilasciato il 3 marzo 1915. Il 1 giugno Panzram svaligiò una casa ad Astoria, e venne arrestato subito dopo mentre tentava di vendere alcuni degli oggetti rubati. Venne quindi condannato a sette anni di prigione da scontare presso il penitenziario statale dell'Oregon a Salem, dove arrivò il 24 giugno. Il direttore Harry Minto credeva in un duro trattamento dei detenuti che, tra le altre misure disciplinari, comprendeva le percosse e l'isolamento. Più tardi, Panzram dichiarò di aver giurato che "non avrei mai scontato i sette anni e ho sfidato il direttore e tutti i suoi agenti a farmeli fare".
Nello stesso anno, Panzram aiutò il suo compagno detenuto Otto Hooker a fuggire dalla prigione. Mentre tentava di eludere la nuova cattura, Hooker uccise il direttore Minto, segnando il primo coinvolgimento noto in un omicidio. Nella scheda personale del carcere, basata sulle sue dichiarazioni, era riportata un'età falsa, 30 anni, e un falso luogo di nascita, in Alabama. L'unica parte rispondente a verità era relativa all'occupazione: "ladro".
Panzram fu punito più volte mentre era recluso a Salem, scontando 61 giorni in isolamento, prima di fuggire il 18 settembre 1917. Dopo due sparatorie, fu ripreso e riportato in prigione. Il 12 dicembre 1918 scappò di nuovo tagliando le sbarre della sua cella e prese un treno merci diretto a est. Iniziò a chiamarsi "John O'Leary" e si rasò i baffi. Non sarebbe mai più tornato nel nord-ovest. Presumibilmente finì a New York, dove ottenne un documento che lo identificava come marinaio; salpò sul piroscafo James S. Whitney per Panama, dove tentò di rubare una piccola barca con l'aiuto di un marinaio ubriaco che uccise tutti a bordo e fu arrestato. Panzram scappò quindi in Perù per lavorare in una miniera di rame. Viaggiò poi in Cile, Port Arthur, Londra, Edimburgo, Parigi e Amburgo.

### Furia omicida
Nell'agosto 1920 Panzram svaligiò la residenza di William H. Taft a New Haven, nel Connecticut; lo riteneva responsabile della sua prigionia a Fort Leavenworth. Rubò una grande quantità di gioielli e obbligazioni, così come la pistola Colt M1911 calibro 45 di Taft. Iniziò poi una follia omicida che durò otto anni. Con i soldi rubati a Taft comprò un panfilo, l'Akista. Adescava marinai nei bar portuari di New York, li faceva ubriacare, li violentava, sparava loro con la pistola di Taft e poi gettava i loro corpi vicino al faro Execution Rocks nello stretto di Long Island. Affermò di averne uccisi dieci in tutto. Gli omicidi dei marinai terminarono solo dopo che l'Akista si incagliò e affondò vicino ad Atlantic City, con le due ultime potenziali vittime che riuscirono a fuggire. Il 26 ottobre 1920 Panzram, usando lo pseudonimo di "John O'Leary", venne arrestato a Stamford, nel Connecticut, per furto con scasso e possesso di una pistola carica. Nel 1921 scontò sei mesi di carcere a Bridgeport, nel Connecticut.
Panzram prese quindi una nave per l'Africa meridionale e sbarcò a Luanda, la capitale dell'Angola portoghese coloniale. Nel 1921 Panzram divenne caposquadra di una piattaforma petrolifera in Angola e in seguito la bruciò per dispetto. Affermò poi che, mentre era lì, violentò e uccise un ragazzo di circa 11 anni. Nella confessione di questo omicidio scrisse: "Il suo cervello stava uscendo dalle orecchie quando l'ho lasciato e non sarà mai più morto di così". Affermò anche di aver noleggiato una barca con sei vogatori a cui sparò con una pistola Luger per poi gettare i loro corpi ai coccodrilli.
Dopo il suo ritorno negli Stati Uniti, Panzram affermò di aver violentato e ucciso due ragazzini, picchiandone uno a morte con una roccia il 18 luglio 1922, a Salem,  e strangolando l'altro nello stesso anno vicino a New Haven. Dopo la sua follia omicida a Salem, Panzram lavorò come guardiano notturno presso la fabbrica Abeeco Mill a Yonkers. A Providence rubò una iolla e navigò verso New Haven alla ricerca di barche da rubare e vittime da rapinare e stuprare. Nel mese di giugno 1923, a New Rochelle, rubò un panfilo appartenente al capo della polizia di New Rochelle. Incontrò un ragazzo di 15 anni di nome George Walosin e gli promise un lavoro sulla barca, ma invece lo sodomizzò.
Panzram affermò che il 27 giugno sul fiume vicino a Kingston, nello Stato di New York, usò una pistola calibro 38 dal panfilo rubato per uccidere un uomo che stava tentando di rapinarlo. Panzram ne gettò il corpo nel fiume. Il 28 giugno Panzram e Walosin attraccarono a Poughkeepsie. Panzram rubò reti da pesca per un valore di 1.000 dollari. A Newburgh Walosin, dopo aver assistito ad un omicidio, saltò in mare e nuotò fino a riva. Riferì alla polizia di Yonkers di essere stato aggredito sessualmente da Panzram. Uscì emanato quindi l'ordine di catturare il "capitano John O'Leary". Il 29 giugno "John O'Leary" venne arrestato a Nyack.
Il 9 luglio Panzram cercò di scappare dalla prigione. In seguito truffò il suo avvocato dandogli la proprietà di una barca rubata in cambio di una cauzione. Panzram non pagò la cauzione e la barca fu confiscata dagli agenti del governo. Il 26 agosto "O'Leary" fu arrestato a Larchmont, dopo aver fatto irruzione in un deposito ferroviario. Tre giorni dopo, il 29 agosto, "O'Leary" venne scagionato come sospettato nell'omicidio per accoltellamento di Dorothy Kaufman di Greenburgh, avvenuto un mese prima. Fu condannato a cinque anni di reclusione. Mentre si trovava nella prigione della contea, durante la confessione usò lo pseudonimo di "Jeff Baldwin" e disse che era ricercato in Oregon. A ottobre Panzram fu recluso nella prigione della contea di Clinton a Dannemora. Venne rilasciato nel luglio 1928 e probabilmente commise un altro omicidio a Baltimora, nell'estate del 1928.

### Cattura ed esecuzione
Il 30 agosto 1928 Panzram fu arrestato a Baltimora per un furto con scasso a Washington, in cui rubò una radio e dei gioielli dalla casa di un dentista il 20 agosto. Durante il suo interrogatorio, confessò di aver ucciso tre ragazzi all'inizio di quel mese: uno a Salem, uno nel Connecticut e uno strillone di 14 anni a Filadelfia. Panzram in seguito scrisse di aver contemplato uccisioni di massa e altri atti terroristi come avvelenare l'approvvigionamento idrico di una città con arsenico o affondare una nave da guerra britannica nel porto di New York per provocare una guerra tra Stati Uniti e Gran Bretagna.
Alla luce della sua lunga fedina penale, ricevette una condanna a 25 anni di prigione. Al suo arrivo come detenuto n. 31614 del penitenziario federale di Leavenworth, ammonì il direttore dicendo: "Ucciderò il primo uomo che mi dà fastidio". Gli venne dato un lavoro nella lavanderia della prigione, dove il caposquadra, noto per fare il prepotente e molestare altri prigionieri sotto di lui, scelse di inimicarsi Panzram, nonostante i ripetuti avvertimenti da parte di quest'ultimo di lasciarlo in pace. Il 20 gennaio 1929 Panzram mantenne le sue minacce e picchiò a morte il caposquadra della lavanderia della prigione, Robert Warnke, con una sbarra di ferro e fu condannato a morte. Rifiutò di adire qualsiasi ricorso contro la sua condanna. In risposta alle offerte di intervento da parte di oppositori della pena di morte e attivisti per i diritti umani, scrisse: "L'unico ringraziamento che voi e quelli come voi riceveranno da me per i vostri sforzi a mio favore, è che vorrei che tutti aveste un collo, e io le mie mani su di esso."
Mentre era nel braccio della morte, Panzram fece amicizia con un agente di nome Henry Philip Lesser, che gli avrebbe dato soldi per comprare sigarette. Panzram fu così sbalordito da questo atto di gentilezza, che dopo che Lesser gli fornì i materiali per scrivere, Panzram, in attesa della propria esecuzione, scrisse un resoconto dettagliato dei suoi crimini e della sua filosofia nichilista. Nel resoconto scrisse di non essere minimamente pentito di tutte le rapine, omicidi, stupri e incendi dolosi in cui era stato coinvolto. Inizia con una semplice dichiarazione: "Nella mia vita ho ucciso 22 esseri umani, ho commesso migliaia di furti con scasso, rapine, furti, incendi e, ultimo ma non meno importante, ho commesso sodomia su più di 1.000 esseri umani maschi. Non sono per niente dispiaciuto di tutte queste cose".
Panzram fu impiccato il 5 settembre 1930. Mentre gli agenti cercavano di mettere un cappuccio nero sopra la sua testa, sputò in faccia al boia. Quando gli venne chiesto se avesse un'ultima parola, rispose: "Sì, sbrigati, bastardo dell'Indiana! Potrei uccidere una dozzina di uomini mentre ti stai preparando!". La sua tomba, nel cimitero penitenziario di Leavenworth, è contrassegnata solo con il suo numero di prigione, 31614.

## Nella memoria
L'ex guardia carceraria Henry Lesser conservò le lettere di Panzram e il manoscritto autobiografico. Trascorse i successivi quattro decenni alla ricerca di un editore disposto a stampare il materiale. Venne pubblicato nel 1970 con il titolo Killer: A Journal of Murder.
Il libro costituì la base di un omonimo film del 1996, interpretato da James Woods nei panni di Carl Panzram e Robert Sean Leonard nei panni di Henry Lesser. Nel 1980 Lesser ha donato i materiali di Panzram all'università statale di San Diego, dove sono depositati con il nome di "documenti di Carl Panzram", nella biblioteca Malcolm A. Love. Nel 2012 il regista John Borowski ha pubblicato un documentario intitolato Carl Panzram: The Spirit of Hatred and Vengeance.